# Ніколя Верт
Ніколя Верт (фр. Nicolas Werth; 1950) — французький історик і совєтолог, фахівець з історії СРСР.

## Біографія
Батьком Ніколя Верта був англійський журналіст англо-російського походження Александер Верт, який жив у СРСР у роки війни.
Ніколя Верт з дитинства знає російську мову. Закінчив Вищу нормальну школу літератури і гуманітарних наук в Сен-Клу, дипломований історик.
Викладав у французьких середніх навчальних закладах, а також за кордоном (у Мінську, Нью-Йорку, Москві, Шанхаї). В 1985—1989 роках працював аташе з культури посольства Франції в Москві.
Працюючи з 1989 року в Національному центрі наукових досліджень, Ніколя Верт присвятив свою першу книгу (Être communiste en URSS sous Staline, Gallimard, 1981) радянської історії. Особливо його цікавила історія суспільних відносин 20-х років минулого століття, зокрема відносини між владою і суспільством (державне насильство, громадський спротив і т. д.).

## Погляди
На його образ думок і творчість вплинули не тільки досягнення західної совєтології, але і роботи його російських колег. Н. Верт в своїх дослідженнях керується ідеєю необхідності подолання розколу між «школою тоталітаризму» і «школою ревізіонізму», вважаючи цей розкол безглуздим після розвалу СРСР і отримання хоча б часткового доступу до архівів. Разом з тим, через свою схильність до історії суспільних відносин, яка «довгий час залишалася бідною родичкою совєтології, націленої виключно на політику», він симпатизує більшою мірою працям істориків-ревізіоністів. Полемізуючи з деякими совєтологами, які вважають тоталітарний контроль за радянським суспільством ефективним, він роз'яснює, що зі звітів політичної поліції «часто ставало очевидним існування невідповідності між бажаним і фактичною дійсністю.».
Автор присвяченого СРСР розділу «Чорної книги комунізму», Н. Верт з 1997 року бере участь у роботі семінару «Радянська історія: джерела та методи», який функціонує під керівництвом Алексіса Береловіча з Центру досліджень Росії, Кавказу та Центральної Європи (CERCEC) Школи вищих досліджень у галузі соціальних наук (EHESS). Крім того він член редколегій видань «Двадцяте століття. Історичний журнал» і «Зошити російського світу».

## Праці
- Être communiste en URSS sous Staline, Gallimard, Paris, 1981.
- La Vie quotidienne des paysans russes de la Révolution à la collectivisation (1917—1939), Hachette, Paris, 1984, 410 p.
- avec Gaël Moullec, Rapports secrets soviétiques. La société russe dans les rapports confidentiels, 1921—1991, Gallimard, Paris, 1995.
- Histoire de l'Union soviétique de Lénine à Staline, PUF, coll. «Que sais-je?», Paris, 1995.
- Histoire de l'Union soviétique de Khrouchtchev à Gorbatchev, PUF, coll. «Que sais-je?», Paris, 1998.
- La Russie en Révolution, Gallimard, coll. «Découvertes», Paris, 1998.
- «Un État contre son peuple. Violences, répressions, terreurs en URSS de 1917 à 1953», in Stéphane Courtois (dir.), Le Livre noir du communisme, Robert Laffont, Paris, 1998, p. 45-313.
- Histoire de l'Union Soviétique. De l'Empire russe à la CEI, 1900—1991, PUF, Paris, nouvelle édition refondue et complétée, 2001.
- Les Procès de Moscou (1936—1938), Éditions Complexe, nouvelle édition revue et augmentée, 2006.
- L'île aux cannibales: 1933, une déportation-abandon en Sibérie, Perrin, Paris, 2006, 210 p. ISBN 2262024340
Книжка присвячена Назінській трагедії. Перекладена іншими мовами:
  - (англ.)Werth, Nicolas (2007), Cannibal Island: Death in a Siberian Gulag, Princeton University Press, ISBN 978-0-691-1-13083-5 {{citation}}: Перевірте значення |isbn=: довжина (довідка)
  - (нім.)Nicolas Werth: Die Insel der Kannibalen: Stalins vergessener Gulag. Siedler, München 2006, ISBN 978-3-88680-853-3 (Фрагмент).
- La Terreur et le désarroi. Staline et son système, Perrin, Paris, 2007.
- L'ivrogne et la marchande de fleurs: Autopsie d'un meurtre de masse, 1937—1938, Tallandier, Paris, 2009